# Genos
Genos (en grec antic γένος, en plural gene, γένη, 'clan') és un terme de l'antiga Grècia per a petits grups parentals que s'identificaven a ells mateixos com una unitat. La majoria dels gene semblen haver estat compostos de famílies nobles. Heròdot usa el terme per denotar a les famílies nobles —i gran part de l'antiga política grega sembla haver estat embolicada en baralles entre gene. Els gene estan millor testificats a Atenes, on autors des d'Heròdot a Aristòtil es van ocupar d'ells.
Historiadors moderns han postulat que aquests gene haurien estat el grup organitzatiu bàsic de les tribus dòriques i jòniques que es van assentar a Grècia durant l'Edat fosca grega, però els especialistes més recents han arribat a la conclusió que els gene van sorgir més tard quan algunes famílies van reclamar el dret a un llinatge noble. Amb el temps, alguns, però no necessàriament tots els gene, van arribar a estar relacionats amb funcions sacerdotals hereditàries, com els cerices i els eumòlpides a Eleusis.